# Chiesa di San Giuseppe (Luino)
La chiesa di San Giuseppe (od oratorio di San Giuseppe) è un edificio religioso dell'arcidiocesi di Milano sito a Luino, in provincia di Varese.

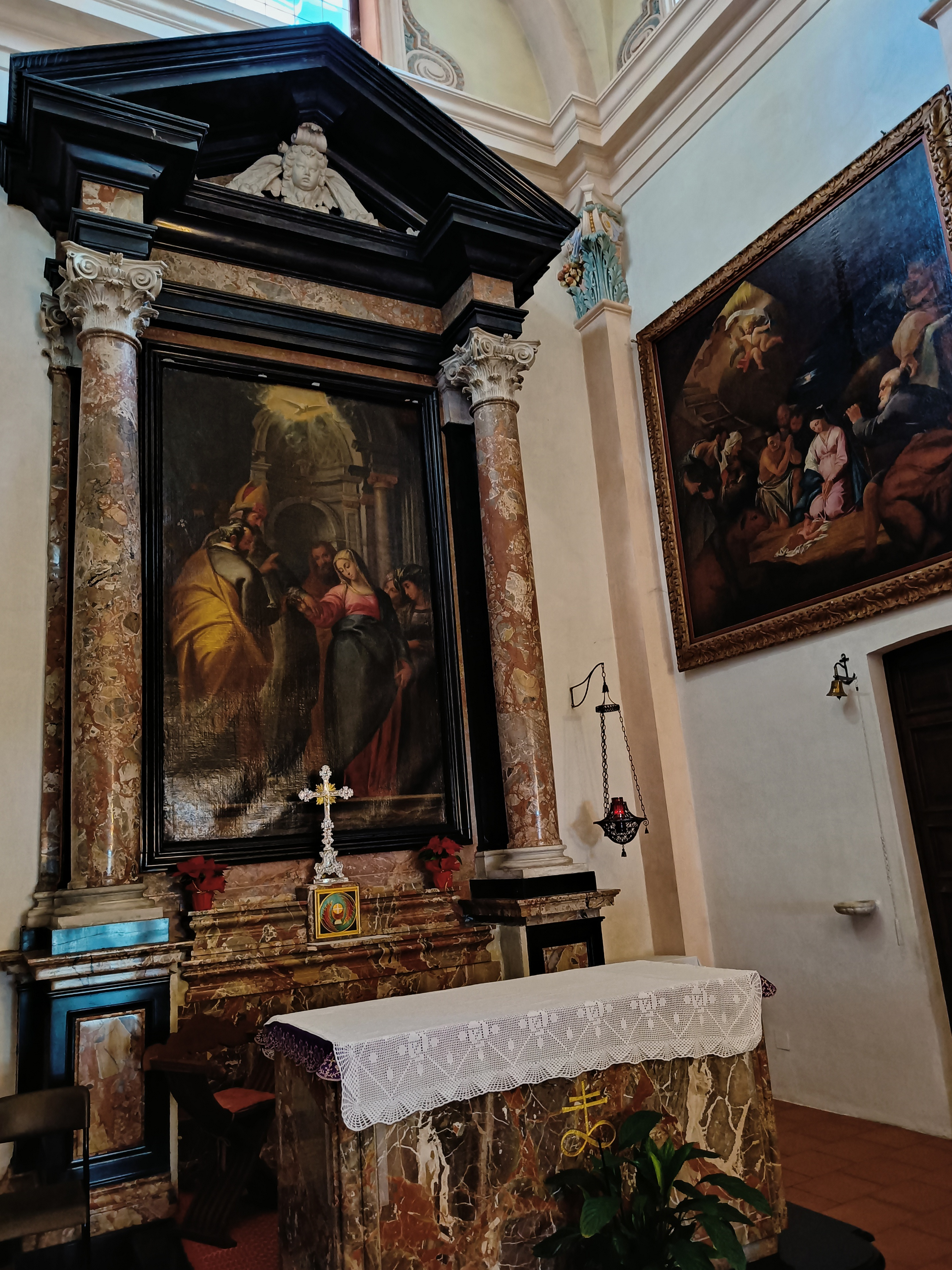
Altare maggiore, sposalizio della Vergine, XVII secolo

## Storia
Verso il 1660 il feudatario conte Ruggero Marliani volle la costruzione di un oratorio privato presso il palazzo che la famiglia Marliani possedeva sul lungolago di Luino. Il progetto fu affidato a Gerolamo Quadrio, che già operava per la famiglia a Milano. I lavori vennero portati avanti tra il 1664 e il 1666 e la data di chiusura del cantiere è riportata sulla facciata della chiesa.
L'edificio, la cui proprietà passò alle diverse famiglie che si succedettero nella gestione del feudo di Luino, rimase privata fino al 1975. Negli anni 1970 fu acquistata dalla parrocchia, la quale decise di operare un restauro conservativo, condotto dall'architetto Sandro Mazza, per l'adeguamento impiantistico e liturgico.

## Architettura
La pianta della chiesa ha la forma di un ottagono allungato. In facciata si trova un alto pronao, con colonne e lesene in pietra di Viggiù e capitelli in stucco, che copre il portale d'ingresso e la finestra soprastante. L'aula destinata ai fedeli è coperta con una complessa volta a vele e termina nel presbiterio che, come le cappelle laterali, è coperta con volta a botte. Ai lati del presbiterio si trovano due spazi simmetrici adibiti a sagrestia.
L'organo fu realizzato nel 1683 ed è racchiuso da una cassa lignea dorata intagliata. L'altare maggiore, progettato da Gerolamo Quadrio, è in marmi policromi culminante in un timpano triangolare. Gli altari laterali, inseriti dopo il 1748, sono in legno.
La copertura è a falde sostenute da un ordito in legno e coperte da un manto in coppi; la pavimentazione è in cotto e risale al 1980-1981, quando vennero effettuati gli interventi conservativi. Non è presente un campanile.